# ペトロナス・フィルハーモニック・ホール
ペトロナス・フィルハーモニック・ホール（英語: Petronas Philharmonic Hall、マレー語: Dewan Filharmonik Petronas）は、マレーシアの首都クアラルンプールに建っているペトロナス・ツインタワー内のコンサートホールである。

## 概要
ペトロナス・フィルハーモニック・ホールは1998年8月17日に公式に開業した。落成式には、マハティール・ビン・モハマド首相や各国の大使が出席し、マレーシア・フィルハーモニー管弦楽団がガラ・コンサートを行った。
本ホールはマレーシア国内では初めて作られたクラシック音楽演奏を前提に設計された音楽専用のホールである。座席数は貴賓席やボックス席なども含めると合計で920席。ステージにはKlais Orgelbau社製のパイプオルガンも備え付けられている。この他ホールでのレコーディングも可能であり、ホールの天井は可動式で音響特性を変更することもできる。

## マレーシア交響楽団と本ホール
2016年現在マレーシア・フィルハーモニー管弦楽団は本ホールを本拠地として活動を行っている。

## 交通
本ホールはクアラルンプール中心部に位置するKLCC（Kuala Lumpur City Centreの頭文字を取ったもの）に建つペトロナス・ツインタワー内にある。最寄り駅はアンパン通り（マレー語: Jalan Ampang）付近のKLCC駅である。なおKLモノレールの場合の最寄り駅はラジャ・チュラン駅（Raja Chulan）である。